# NGC 7168
NGC 7168 ist eine elliptische Galaxie vom Hubble-Typ E3 im Sternbild Indianer am Südsternhimmel. Sie ist schätzungsweise 121 Millionen Lichtjahre von der Milchstraße entfernt und hat einen Durchmesser von etwa 70.000 Lj.
Im selben Himmelsareal befindet sich u. a. die Galaxie IC 5152.
Das Objekt wurde am 8. Juli 1834 von John Herschel entdeckt.